# バージェス・ヒル
バージェス・ヒル（Burgess Hill）は、英国ウェスト・サセックス州ミッド・サセックスのタウン、行政教区。イースト・サセックス州との州境近く、サウス・ダウンズ国立公園の南端に位置する。ロンドンからは南へ63km、ブライトン・アンド・ホヴからは北へ16km、州都チチェスターからは北東へ47kmの位置にある。面積は9.6km2、2011年国勢調査での人口は30,635人で、カウンティ内では人口第4位、ディストリクトでは最大の人口を有する。

## 歴史
ローマ街道であるロンドン・ブライトン街道は現在のバージェス・ヒルを通過しているが、当時ローマ人がこの地で生活していた証拠はない。
バージェス・ヒルはクレイトン、キーマー、ディッチリングという3つの教区によって構成されており、この3教区はいずれもドゥームズデイ・ブックに掲載されている。また地名のバージェスはこの地の名家であるバージー家に由来し、バージーは「ブルジョワ」に由来する。現在の市街地は16世紀後半のエリザベス時代に形成され、その時代から残る建物が多く存在する。
名前の由来になった丘（ヒル）がどこを指すのかについては意見が分かれている。多数派は現在バージェス・ヒル駅が立つ場所がそうだと考えているが、町の南東部にあるバージェス農園のある場所だという意見もある。いずれにせよ、明確にどこの丘が名前の由来になったのかを示す資料は見つかっていない。

### 17〜19世紀
17世紀初頭には、小規模なレンガ・タイルの製造業が盛んになり、この時期に共有地の一部区画が住宅や小規模商店に割り当てられた。18世紀初頭には煉瓦製造が拡大し、コモンには4つの店舗とエールハウスが設立された。また鍛冶屋、靴屋、織物屋などもあった。手造りのレンガ製造は、ごく最近までキーメル・タイル社（旧キーメル・ブリック＆タイル社）によって行われており、そのタイルはロンドン・ピカデリーのセント・ジェームス教会やマンチェスター・セントラル駅などの建物で見ることができる。
1840年代にはロンドン・アンド・ブライトン鉄道が開通したが、当初この町には駅が設けられなかった。地元の要請により駅が設置されるまでには時間を要したが、それでも町には鉄道関連の仕事に従事する人を含めて数多くの人々が移り住み、バージェス・ヒルは小さな農村から人口4,500人の町へと変貌を遂げた。また地元のタイル会社は鉄道によってより広範囲の市場にアクセスできるようになった。
1857年にはヒースフィールドのホードリー家が現在「ホードリーズ・コーナー」と呼ばれている場所に大きな百貨店を開業させた。この百貨店は成功を収め、ディッチリングやシーフォードにも支店を出していた。
1876年には百貨店の向かいに「ウィンステイ」という豪邸が建てられた。この豪邸の持ち主だったサンプソン・コープステークはワールド・エンドに新しい教会を建てるための土地と資金を提供し、この教会は後に教区教会となった。
この豪邸「ウィンステイ」はコープテークからヴァイトハウス氏が購入し、自然治療施設として改築された。これはこの豪邸の眺望や新鮮な空気、アクセスの良さによるものと考えられている。治療院は1909年まで続けられ、その後一時的にホテルとして使用されたのち1950年代にはカトリックの修道院兼学校として使用された。
1897年には地元名士のエドウィン・ストリートによってヴィクトリア・プレジャー・ガーデンという庭園が開かれた。この庭園はヴィクトリア女王の在位60年（ダイヤモンド・ジュビリー）に合わせて造られた庭園で、広さは1万2千m2、内部には初期のジェットコースターや大きな池が設けられていた。この池では夏にはボート、冬にはアイススケートを楽しむことができた。

### 20世紀から現代

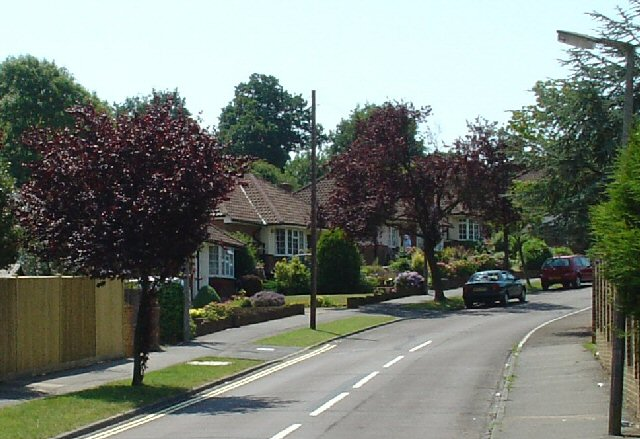
1950年代に開発されたノエル・ライズ

1944年にはイギリス空軍の戦闘機スーパーマリン スピットファイアが墜落し、ベルギー人パイロットが死亡している。
町の人口が急増したのは1951年から61年にかけてで、当初7千人だった人口は11年で2倍に膨れ上がった。これは当時の南東部で最も急速な発展速度だった。1956年にはヴィクトリア工業団地が建設され、現在でも2つの大企業が本拠地としている。また1986年にも小さな工業団地が町の北側に建設され、シェディンディーン工業団地と名付けられた。現在ではいずれもビジネスパークを名乗るようになっている。
1970年代と80年代には、フォルダーズ・レーン（旧オークウッド）、オーク・ホール・パーク、シェディングディーンといった新しい住宅地が建設された。さらに町の北西部にはウェストエンド・メドウズと呼ばれる新しい住宅地が建設され、町の歴史上最大の開発が行われた。これに伴い、高速道路A23への連絡道路が建設され、それまでゲートハウス・レーンやジョブズ・レーンを通っていた交通が緩和された。
1990年代初頭には、町の南側と西側でさらなる開発が行われ、ハモンズ・リッジ・エステートと呼ばれるようになった。
また大規模カンファレンスセンター「ザ・トライアングル」が町の北西に開業し、1999年にはクイーンによってこけら落とし公演が行われた。また2005年にはセント・ポール・カトリック・カレッジがヘイワーズ・ヒースから「ザ・トライアングル」の正面に移転してきた。
2004年、ミッド・サセックス議会はソーンフィールド・プロパティーズ社と共同でバージェス・ヒル中心部の大規模再開発計画を発表した。このマスタープランは、バージェス・ヒルだけでなく、ヘイワーズ・ヒース、イースト・グリンステッドの中心部を含めた大規模再開発計画の一部であった。
この計画では、町の中心部の大部分が完全に再開発され、ビクトリア朝時代からの鉄道駅も再開発されることになっていた。しかし2010年初頭にソーンフィールド・プロパティーズが財政難に陥っていることが報じられ、この計画は進展しなかった。これを受けてニュー・リバー・リテール社は、提案された多くの変更案を再開発計画に盛り込んだ。

### 開発計画
ミッド・サセックス議会は2006年制定のマスタープランに基づいて開発を進めており、バージェス・ヒルでも2015年に近隣市街地計画を承認した。21世紀に入っても人口増が見込まれている中心市街地では、ニュー・リバー・リテール社による再開発によって集合住宅が建設される予定である。また再開発計画には映画館、ホテルなどを含んだショッピングセンター計画もある。
またノーザン・アーク社の開発計画では3,500戸の新築住宅が建設される予定であり、これに伴って学校3つを含めた公共施設の設置も見込まれている。また幹線道路A2300沿いには新しいサイエンスパークや工業団地の設置も予定されている。

## 政治・行政
ウェスト・サセックス州ミッド・サセックス・ディストリクトに位置しており、州議会とディストリクト議会それぞれに議員を選出している。また国会の下院ではミッド・サセックス選挙区に組み込まれており、2019年の総選挙では保守党議員が選出されている。
町の北東部の一部は州境を跨いだイースト・サセックス州ルイス・ディストリクトに位置しており、地域を管轄する両ディストリクトはリージョンレベルの計画決定が適切に考慮されていないとして懸念を示している。

## 経済

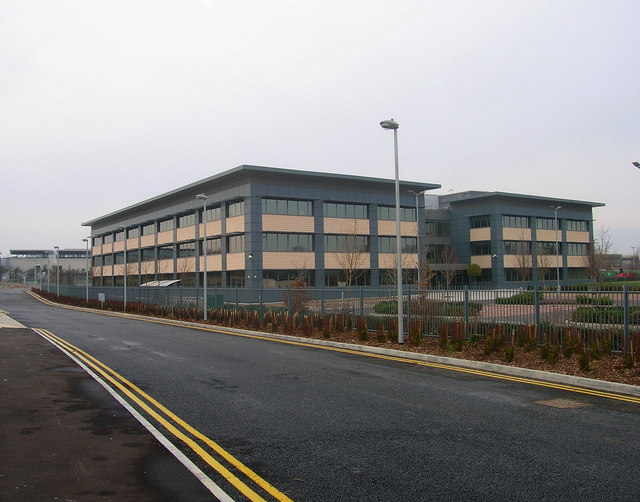
ヴィクトリア・ビジネスパーク内にあるエフ・ホフマン・ラ・ロシュの事業所

バージェス・ヒル内にある2つのビジネスパークには、複数の有力企業が立地しており、全体で200社、合計約8,000人の雇用が生み出されている。
ビジネスパーク内には、スイスの製薬会社エフ・ホフマン・ラ・ロシュのイギリス本部に加え、アメリカン・エキスプレス、ハネウェル、ポルシェ、ロックウェル・コリンズなどが事務所を有している。従業員の多くはバージェス・ヒルで生活しているが、ホーシャム、ルイスなどから通勤する従業員もいる。逆にバージェス・ヒルからクローリーやガトウィック空港、ロンドン、ブライトン・アンド・ホヴなどに通勤する住民もいる。

## 交通

### 鉄道
ブライトン本線
- ウィヴルズフィールド駅（英語版） - バージェス・ヒル駅

ロンドン・アンド・ブライトン鉄道が開通した1841年に設置されたバージェス・ヒル駅は長年簡易の駅とされ、定期列車の運行を要請されていた。その後1877年に現駅舎が完成したが、かつての駅舎の一部は今も現存している。
1886年には町の北端にウィヴルズフィールド駅が設置された。
両駅ともにゴヴィア・テムズリンク・レールウェイがサザン、テムズリンクの2ブランドで列車を運行しており、ロンドン、ブライトンの両方面に列車を運行している。加えてバージェス・ヒル駅からはウェスト・コーストウェイ線への直通列車が運行され、ワージング、リトルハンプトン、ポーツマス方面へ乗り換えなしで行くことができる。またウィヴルズフィールド駅からはイースト・コーストウェイ線への短絡線を通じてヘイスティングスまで直通列車が運行されている。

## スポーツ
- バージェス・ヒル・タウンFC - イスミアンリーグ・ディヴィジョン1・サウス・イースト（8部相当）所属のサッカークラブ

## 姉妹都市
- アブヴィル（ソンム県、フランス）
- シュマレンベルク（ノルトライン＝ヴェストファーレン州、ドイツ）